# زميل آي بي إم
زميل آي بي إم هو منصب معين في شركة آي بي إم يمنحه الرئيس التنفيذي لشركة آي بي إم. عادة ما يُمنح المنصب لأربعة إلى تسعة فقط (أحد عشر في عام 2014) زميل كل عام، في مايو أو يونيو. زميل هو أعلى تكريم يمكن أن يحققه عالم أو مهندس أو مبرمج في شركة آي بي إم.

## نظرة عامة
تأسّس برنامج زمالة آي بي إم في عام 1962 من قبل توماس واتسون جونيور كوسيلة لتعزيز الإبداع بين المتخصصين الفنيين «الأكثر استثنائية» للشركة. وأُطلِق وصف زميل آي بي إم الأول في عام 1963. المعايير المُتّبعة في وصف الزملاء صارمة وتأخذ في الاعتبار فقط أهم الإنجازات الفنية. بالإضافة إلى تاريخ الإنجازات غير العادية، يجب أيضًا اعتبار المرشحين قادرين على الاستمرار في تقديم المساهمات. يعتقد أن فرانسيس هاملتون هو أول زميل للشركة، إذ حصل على الوصف أو المنصب في عام 1963. في عام 1989، أصبحت فران ألين أول زميلة.
يُمنح زملاء آي بي إم مساحة واسعة لتحديد ومتابعة المشاريع في مجال خبرتهم.
حتى عام 2016، اكتسب 278 شخصًا الزمالة. حصل زملاء آي بي إم على 9329 براءة اختراع وحصلوا على خمس جوائز نوبل وآلاف الاستشهادات الحكومية والمهنية ولديه مخزن ضخم من الأبحاث المنشورة في المجلات العلمية.

## قائمة زملاء آي بي إم
- جون باكوس (1963)
- رالف غوموري (1964)
- جين أمدال (1965)
- رينولد جونسون (1966)
- والاس جون إيكيرت (1967)
- ليو إساكي (1967)
- بيتر بي سوروكين (1968)
- رولف لانداور (1969)
- هيرمان جولدشتاين (1969)[3]
- كينيث إيفرسون (1970)
- جون كوك (1972)
- هارلان ميلز (1973)[4]
- بينوا ماندلبروت (1974)
- إدجار كود (1976)
- ألان جاي هوفمان (1978)
- روبرت دينارد (1979)
- جورج رادين (1980)[5]
- كارل مولر (1982)
- ألان فولر (1984)
- غوتوفريد أنغربويك (1985)
- جيري وودول (1985)
- غلين هنري (1985)
- جيرد بينيج (1986)
- هاينريخ روهرير (1986)
- يوهانس بيدنورتز (1987)
- فرانسيس إليزابيث (1989)
- إليس جونسون (1990)
- ريتشارد باوم (1991)
- تشارلز إتش بينيت (1995)
- س. موهان (1997)
- إيرين جرايف (1999)
- جوان إل. ميتشيل (2001)
- دونالد د. شامبرلن (2003)
- جون كون (عالم) (2006)
- كيري هولي (2006)
- مارك إن. ويجمان (2007)
- شياكو أساكاوا (2009)

## روابط خارجية
- زملاء IBM
- دليل زملاء IBM